# Robert Geretschläger

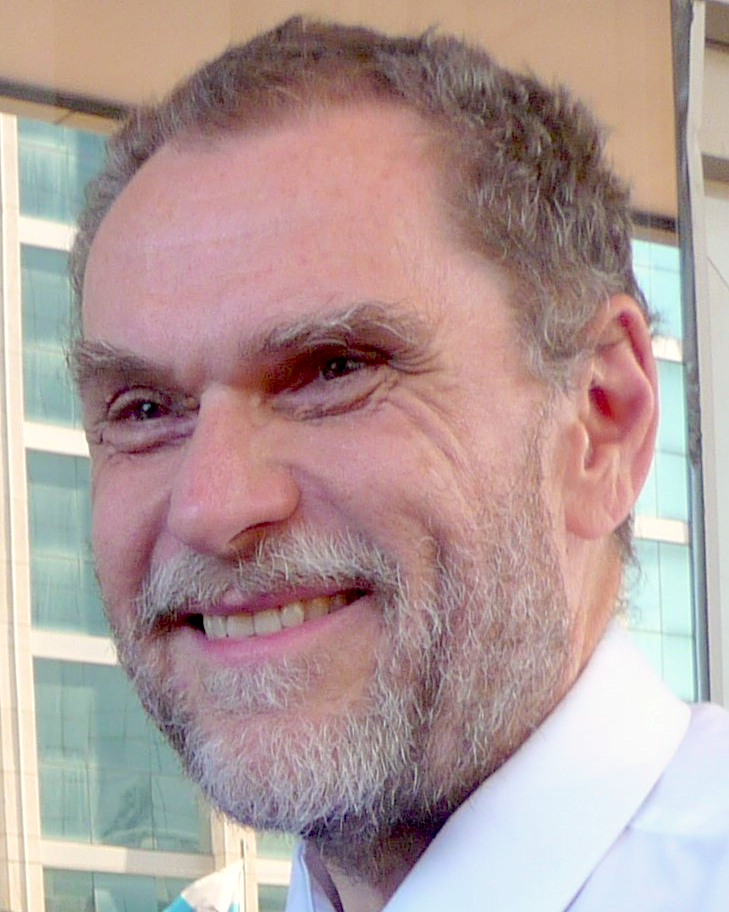
Robert Geretschläger im Jahr 2017

Robert Geretschläger (* 13. November 1957 in Toronto, Kanada) ist ein österreichischer Mathematiker, Lehrer und Oberstudienrat. Er ist Autor und Herausgeber zahlreicher Sachbücher zur Mathematik, überwiegend zum Thema „Wettbewerbsmathematik“, aber auch zur „Geometrie des Papierfaltens“, bzw. des Origami. Er lebt und arbeitet in Graz.

## Leben

### Ausbildung
Geboren in Toronto, besuchte Robert Geretschläger verschiedene Schulen in Kanada, bevor er 1972 nach Österreich kam. Seine Matura legte er 1975 am Bundesgymnasium (BG) / Bundesrealgymnasium (BRG) in Bruck an der Mur ab. In Graz studierte er anschließend Mathematik an der Karl-Franzens-Universität und Darstellende Geometrie an der Technischen Universität. 1980 erhielt er die Sponsion zum Mag. rer. nat. (Lehramt Mathematik und Darstellende Geometrie).

### Karriere als Pädagoge und Autor
Geretschläger absolvierte 1981–82 ein Probejahr am BRG Kepler und war parallel teilbeschäftigt am BG/BORG Dreihackengasse in Graz. Seine erste volle Anstellung erhielt er an der HTL Weiz, wo er von 1982 bis 1984 unterrichtete. Seit 1984 gehört er kontinuierlich dem Lehrkörper des BRG Kepler in Graz an. 2014 wurde er zum Oberstudienrat ernannt. Mit Wirkung zum 1. Dezember 2022 wird er vom aktiven Schuldienst pensioniert.
1985 promovierte Geretschläger an der Universität Graz zum Dr. phil. in Mathematik. Seine Dissertation behandelt ein Thema aus dem Bereich der Funktionalanalysis; der Titel lautet: „Fréchet- und Gateaux-Differenzierbarkeit von nicht-linearen Kontraktionshalbgruppen und ihren infinitesimalen Generatoren“. Von diesem Themengebiet rund um Fréchet-Ableitung und Halbgruppen verabschiedete sich Geretschläger anschließend, um sich anderen Schwerpunkten zu widmen: Mathematische Aspekte des Papierfaltens, Polyeder, mathematische Schülerwettbewerbe und Problem-Mathematik, z. B. Ungleichungen.
Seit 1997 ist Geretschläger Lehrbeauftragter für die Lehrerausbildung am Institut für Mathematik und Wissenschaftliches Rechnen der Universität Graz; er unterrichtet dort u. a. Raumgeometrie und Mathematikdidaktik.
Seit Mitte der 1990er Jahre hat Geretschläger zahlreiche Artikel in Mathematik-Fachzeitschriften veröffentlicht, darunter Mathematics Magazine, Crux Mathematicorum und The American Mathematical Monthly. Sein besonderes Interesse an der Geometrie des Origami schlug sich auch in Kapitelbeiträgen zu Sammelwerken von Thomas C. Hull und Robert J. Lang nieder, bevor Geretschläger 2008 mit Geometric Origami ein eigenständiges Sachbuch zu dem Thema verfasste. Ansonsten sind seine annähernd 20 Bücher als Autor, Co-Autor und Herausgeber vor allem der Darstellung von Mathematikaufgaben und deren Lösungen gewidmet.

### Ehrenamtliches Engagement
Neben seiner hauptberuflichen Tätigkeit als Mathematiklehrer und Autor engagiert sich Robert Geretschläger ehrenamtlich im Bereich der Mathematikwettbewerbe. Er ist Obmann des Vereins, der in Österreich den internationalen Schüler-Wettbewerb Känguru der Mathematik organisiert und durchführt. An diesem größten Mathematikwettbewerb der Welt nehmen jährlich allein in Österreich über 100.000 Schüler teil. Geretschläger ist auch Vorstandsmitglied des dazugehörigen internationalen Dachverbandes Kangourou sans Frontières (KSF), einer Organisation, in der er als österreichischer Vertreter bereits seit 1998 mitwirkt. Hinzu kommt sein langjähriges Engagement für die Österreichische Mathematik-Olympiade, die er mit Vorbereitungskursen begleitet, und für die Internationale Mathematik-Olympiade, wo er seit 2007 jedes Jahr der österreichische Delegationsleiter war. Geretschläger ist darüber hinaus im Vorstand der World Federation of National Mathematics Competitions aktiv: Ab 2008 als Vizepräsident und seit 2022 als Präsident.

### Weitere Ämter und Mitgliedschaften
Robert Geretschläger hat weitere Ämter in österreichischen Organisationen inne, welche sich insbesondere der Förderung der Mathematik auf Schulebene widmen: Er ist wissenschaftlicher Begleiter des Projektes Mathematik macht Freu(n)de der Universität Wien, Mitarbeiter der Arbeitsgemeinschaft Mathematik der Steiermark und des Regionalen Fachdidaktikzentrum für Mathematik und Geometrie in Graz (RFDZ-MuG), sowie Mitglied der Österreichischen Mathematischen Gesellschaft (ÖMG), deren Didaktik-Kommission er angehört.
Zu Geretschlägers internationalen Mitgliedschaften zählen die Mathematical Association of America (MAA), die Canadian Mathematical Society (CMS), die British Origami Society, und Origami USA.

### Familie
Robert Geretschläger ist seit 1989 mit Zita Geretschläger-Hauptmann verheiratet, einer Lehrerin für Deutsch und Englisch am BG/BRG Carnerigasse in Graz. Sie haben eine gemeinsame Tochter, die Filmeditorin Lisa Zoe Geretschläger.

## Schriften

### Bücher als Autor oder Co-Autor
- Robert Geretschläger: Geometric Origami. Arbelos Publishing, Shipley, GBR 2008, ISBN 978-0-9555477-1-3 (englisch, 198 S.).

- Alfred S. Posamentier, Robert Geretschläger: The Circle – A Mathematical Exploration beyond the Line. Prometheus Books, Amherst, New York, USA 2016, ISBN 978-1-63388-167-9 (englisch, 349 S.).

- Alfred S. Posamentier, and Robert Geretschläger, Charles Li, Christian Spreitzer: The Joy of Mathematics – Marvels, Novelties, and Neglected Gems That Are Rarely Taught in Math Class. Prometheus Books, Amherst, New York, USA 2017, ISBN 978-1-63388-297-3 (englisch, 319 S.).

- Robert Geretschläger, Józef Kalinowski, Jaroslav Švrček: A Central European Olympiad – The Mathematical Duel (= Problem Solving in Mathematics and Beyond. Vol. 7). World Scientific, Singapore 2018, ISBN 978-981-3226-16-6 (englisch, 292 S.).

- Robert Geretschläger, Gottfried Perz: Mathematical Nuggets from Austria – Selected Problems from the Styrian Mid-Secondary School Mathematics Competition (= Problem Solving in Mathematics and Beyond. Vol. 19). World Scientific, Singapore 2020, ISBN 978-981-12-1925-2 (englisch, 396 S.).

- Robert Geretschläger, Alfred S. Posamentier, Bernd Thaller, Christian Dorner, Guenter Maresch, Christian Spreitzer, David Stuhlpfarrer: Geometry in Our Three-Dimensional World (= Problem Solving in Mathematics and Beyond. Vol. 25). World Scientific, Singapore 2021, ISBN 978-981-12-3710-2 (englisch, 440 S.).

### Bücher als Herausgeber und Mitwirkender (Auswahl)
- Monika Noack, Robert Geretschläger, Hansjürg Stocker (Hrsg.): Mathe mit dem Känguru 1 – Die schönsten Aufgaben von 1995 bis 2005. Carl Hanser Verlag, München 2006, ISBN 978-3-446-40713-8 (204 S.).

- Monika Noack, Robert Geretschläger, Hansjürg Stocker (Hrsg.): Mathe mit dem Känguru 2 – Die schönsten Aufgaben von 2006 bis 2008. Carl Hanser Verlag, München 2008, ISBN 978-3-446-41647-5 (184 S.).

- Robert Geretschläger, Monika Noack, Hansjürg Stocker (Hrsg.): Mathe mit dem Känguru – Die schönsten Aufgaben für die Grundschule. Bildungsverlag Lemberger, Wien 2010, ISBN 978-3-85221-027-8 (108 S.).

- Monika Noack, Alexander Unger, Robert Geretschläger, Hansjürg Stocker (Hrsg.): Mathe mit dem Känguru 3 – Die schönsten Aufgaben von 2009 bis 2011. Carl Hanser Verlag, München 2011, ISBN 978-3-446-42820-1 (196 S.).

- Monika Noack, Alexander Unger, Robert Geretschläger, Hansjürg Stocker (Hrsg.): Mathe mit dem Känguru 4 – Die schönsten Aufgaben von 2012 bis 2014. Carl Hanser Verlag, München 2014, ISBN 978-3-446-44259-7 (183 S.).

- Alexander Unger, Monika Noack, Robert Geretschläger, Meike Akveld (Hrsg.): Mathe mit dem Känguru 5 – Die schönsten Aufgaben von 2015 bis 2019. Carl Hanser Verlag, München 2019, ISBN 978-3-446-45655-6 (192 S.).

- Robert Geretschläger (Hrsg.): Engaging young students in mathematics through competitions – World perspectives and practices. Volume I — Competition-ready Mathematics; Entertaining and Informative Problems from the WFNMC8 Congress in Semriach/Austria 2018 (= Problem Solving in Mathematics and Beyond. Vol. 13). World Scientific, Singapore 2020, ISBN 978-981-12-0582-8 (englisch, 192 S.).

- Robert Geretschläger (Hrsg.): Engaging young students in mathematics through competitions – World perspectives and practices. Volume II — Mathematics Competitions and how they relate to Research, Teaching and Motivation; Entertaining and Informative Papers from the WFNMC8 Congress in Semriach/Austria 2018 (= Problem Solving in Mathematics and Beyond. Vol. 14). World Scientific, Singapore 2020, ISBN 978-981-12-0981-9 (englisch, 350 S.).

### Kapitelbeiträge zu Büchern (Auswahl)
- Thomas Hull (Hrsg.): Origami 3 – Third International Meeting of Origami Science, Math, and Education. A.K. Peters Publishing, Natick, USA 2002, ISBN 978-1-56881-181-9, Chapter 9: „Just like Young Gauss Playing with a Square: Folding the regular 17-gon“, S. 95–106 (englisch, 352 S.).

- Robert J. Lang (Hrsg.): Origami 4 – Fourth International Meeting of Origami Science, Math, and Education. A.K. Peters Publishing, Natick, USA 2009, ISBN 978-1-56881-346-2, Chapter 14: „Folding Curves“, S. 151–164 (englisch, 560 S.).

- Alexander Soifer (Hrsg.): Competitions for Young Mathematicians – Perspectives from Five Continents. Springer Science+Business Media, Heidelberg 2017, ISBN 978-3-319-56584-2, Chapter 6: „The Rainbow of Mathematics – Teaching the Complete Spectrum and the Role Mathematics Competitions Can Play“, S. 145–170 (englisch, 386 S.).

### Artikel in Fachzeitschriften (Auswahl)
- Robert Geretschläger: Euclidean Constructions and the Geometry of Origami. In: Mathematical Association of America (Hrsg.): Mathematics Magazine. Band 68, Nr. 5, Dezember 1995, ISSN 0025-570X, S. 357–371 (englisch).

- Robert Geretschläger: Folding the Regular Heptagon. In: Crux Mathematicorum. Band 23, Nr. 2. Canadian Mathematical Society, März 1997, ISSN 1496-4309, Kap. 4, S. 81–88 (englisch, math.ca [PDF; abgerufen am 6. Februar 2020]).

- Robert Geretschläger: Folding the Regular Nonagon. In: Crux Mathematicorum. Band 23, Nr. 4. Canadian Mathematical Society, Mai 1997, ISSN 1496-4309, Kap. 4, S. 210–217 (englisch, math.ca [PDF; abgerufen am 6. Februar 2020]).

- Robert Geretschläger, Walther Janous: Generalized Rearrangement Inequalities. In: Mathematical Association of America (Hrsg.): The American Mathematical Monthly. Band 108, Nr. 2, Februar 2001, ISSN 0002-9890, S. 158–165 (englisch).

- Robert Geretschläger: Numerical Polyhedron Problems. In: World Federation of National Mathematics Competitions (Hrsg.): Mathematics Competitions. Band 15, Nr. 2. AMT Publishing, University of Canberra, 2002, ISSN 1031-7503, S. 15–57 (englisch, wfnmc.org [PDF; abgerufen am 8. Juli 2020]).

- Robert Geretschläger: Arbeitsblätter zum Thema „Papierfalten und Algebra“. In: MU – Der Mathematikunterricht. Band 55, Nr. 6. Friedrich Verlag, Dezember 2009, ISSN 0025-5807, S. 33–47 (rgeretschlaeger.com [PDF; abgerufen am 8. Juli 2020]).

- Robert Geretschläger, Lukas Donner: Writing and choosing problems for a popular high school mathematics competition. In: ZDM-Mathematics Education. Band 54, Nr. 5. Springer Science+Business Media, Oktober 2022, ISSN 1863-9704, S. 971–982 (englisch, springer.com [PDF; abgerufen am 7. November 2022]).